# Parastasia carsteni
Parastasia carsteni är en skalbaggsart som beskrevs av Yuiti Wada 2004. Parastasia carsteni ingår i släktet Parastasia och familjen Rutelidae. Inga underarter finns listade i Catalogue of Life.